# Love/Hate
Love/Hate es una banda de hard rock estadounidense originaria de Los Ángeles, California. Fue fundada en 1985 por los músicos Jizzy Pearl, Jon E. Love, Skid Rose y Joey Gold. 

## Historia
En 1987 una de las canciones de la agrupación fue usada en la banda sonora de la película Critters 2 y una versión previa de la canción "She's an Angel" fue usada en la película A Nightmare on Elm Street 4: The Dream Master. En 1988 la banda obtuvo un contrato discográfico con Columbia Records.
En marzo de 1990 la banda publicó el álbum Blackout in the Red Room, llegando a la posición No. 154 de la lista de éxitos Billboard 200 y embarcándose en una gira junto a la agrupación Dio. El vídeoclip de la canción "Why Do You Think They Call It Dope?" obtuvo rotación en el canal MTV, llevando a la banda a salir de gira con AC/DC por el Reino Unido.
Tras finalizar la gira, la banda empezó a tener problemas con su discográfica por la dirección comercial que estaban tomando sus nuevas grabaciones. Su segunda producción, Wasted in America, fue publicada en 1992 y llevó a la banda en una gira de soporte compartiendo escenario con Ozzy Osbourne. 
La banda fue finalmente expulsada de Columbia, por lo que el propio Skid tuvo que vender su auto para financiar el tercer álbum de estudio de la agrupación, Let's Rumble de 1993. Al no obtener los resultados esperados con las dos anteriores producciones, los músicos de la banda empezaron a crear proyectos paralelos y a realizar algunos conciertos en Europa y Norteamérica. Jizzy Pearl, por su parte, colaboró con agrupaciones como Ratt, Adler's Appetite y L.A. Guns.
La formación original se reunió por primera vez en diez años el 24 de febrero de 2007 en Hollywood, California, para tocar su álbum clásico Black out in the Red Room en su totalidad. Sin embargo, los músicos originales no han vuelto a reunirse hasta la fecha. Jizzy Pearl anunció en 2015 que emprendería una gira por el Reino Unido bajo el nombre Love/Hate con nuevos músicos.

## Miembros

### Actuales
- Jizzy Pearl - voz

### Anteriores
- Jon E. Love - guitarra
- Skid - bajo
- Joey Gold - batería
- Tracy G - guitarra
- Darren Housholder - guitarra
- Marq Torien - voz y guitarra
- Cordell Crockett - bajo
- Johnny Crypt - guitarra
- Chris Van Dahl - bajo
- Alex Grossi - guitarra
- Robbie Crane - bajo
- Dave Moreno - batería
- Keri Kelli - guitarra

## Discografía

### Estudio
- 1990 Blackout in the Red Room
- 1992 Wasted In America
- 1994 Let's Rumble
- 1995 I'm Not Happy
- 1997 Livin' Off Layla
- 1999 Let's Eat
- 2014 Crucified

### EP
- 1991 Evil Twin
- 1992 Wasted In America

### Álbumes recopilatorios
- 2000 Greatest & Latest
- 2000 Very Best of Love/Hate